# Kurt Heinrich (Mediziner)
Kurt Heinrich (* 7. Oktober 1925 in Mainz; † 24. März 2015) war ein deutscher Mediziner und Psychiater.

## Leben
Kurt Heinrich studierte nach Kriegseinsatz und Rückkehr aus der Kriegsgefangenschaft ab 1952 Medizin an der Universität Straßburg. 1959 absolvierte er eine Facharztausbildung für Nerven- und Geisteskrankheiten. 1964 habilitierte er sich und erhielt die Venia Legendi an der Johannes Gutenberg-Universität Mainz.
Er war von 1962 bis 1969 als Amtsarzt am Gesundheitsamt Wiesbaden. 1966 wurde er zudem Oberarzt an der Universitätsklinik Mainz. 1969 wurde er zum außerplanmäßigen Professor ernannt. 1971 wechselte er als Leitender Direktor an die Pfälzische Nervenklinik Landeck.
1972 erhielt er einen Ruf auf den Lehrstuhl für Psychiatrie an die Heinrich-Heine-Universität Düsseldorf und Direktor der Klinik und Poliklinik für Psychiatrie und Psychotherapie der Rheinischen Kliniken Düsseldorf. 1991 wurde er emeritiert.
Hauptlehr- und forschungsgebiet von Heinrich waren die Bedeutung der Psychopharmaka für die psychiatrische Therapie. Er war von 1975 bis 1986 Beirat der Interdisziplinäre Studiengesellschaft ISG in München.
Kurt Heinrich engagierte sich für zahlreiche Sozialprojekte im Heiligen Land. 1982 wurde er vom Kardinal-Großmeister Maximilien Kardinal de Fürstenberg zum Ritter des Ritterordens vom Heiligen Grab zu Jerusalem ernannt und am 11. Dezember 1982 im Aachener Dom durch Franz Kardinal Hengsbach, Großprior der deutschen Statthalterei, investiert.

## Veröffentlichungen
Kurt Heinrich und Eckhard Klieser: Psychopharmaka in Klinik und Praxis, Thieme Verlag, Stuttgart New York 1995, 3. neubearbeitete Auflage, ISBN 3-13-539703-3.

## Ehrungen
- Ritter vom Heiligen Grab (1982)
- Ehrenring der Görres-Gesellschaft (2009)
- Bundesverdienstkreuz am Bande des Verdienstordens der Bundesrepublik Deutschland (2010)